# خلمیان (شهرستان قدم‌جای)
خلمیان (به لاتین: Khalmion) یک منطقهٔ مسکونی در قرقیزستان است که در شهرستان قدم‌جای واقع شده‌است. خلمیان ۴٬۶۰۲ نفر جمعیت دارد و ۷۶۲ متر بالاتر از سطح دریا واقع شده‌است.